# William Hill (przedsiębiorstwo)
William Hill – brytyjskie przedsiębiorstwo bukmacherskie.
Przedsiębiorstwo założone zostało w 1934 roku. Początkowo funkcjonowało jako usługa pocztowa i telefoniczna. Od 1966 roku rozwijało działalność w formie punktów bukmacherskich, na przestrzeni lat stając się największą firmą bukmacherską w Zjednoczonym Królestwie. W 1998 roku jako pierwsza firma w historii wprowadziła możliwość obstawiania zakładów online.
Akcje William Hill notowane są na London Stock Exchange od 17 czerwca 2002 roku.
Firma zatrudnia około 17 000 pracowników prowadząc gł. działalność w Anglii, Australii i Nevadzie. Oferuje zakłady w punktach bukmacherskich (shops), dokonywane online, także za pomocą urządzeń mobilnych, oraz sieciowe gry hazardowe.
William Hill oferuje przede wszystkim zakłady dotyczące szeregu wydarzeń sportowych, ale także dotyczące szeroko pojętego przemysłu rozrywkowego (np. prognozowanie wyników talent show, wyników konkursów popularności, wydarzeń z życia rodziny królewskiej, wyników wyborów).